# Super Wings – A szárnyalók
A Super Wings – A szárnyalók 2014-ben indult amerikai-dél-koreai-kínai televíziós 3D-s számítógépes animációs sorozat, amelynek alkotója Gil Hoon Jung. A rendezői Gil Hoon Jung, a zeneszerzője Seung Hyuk Yang, a producerei Seong Su Kim, Jong Hyuk (Dane) Lee, Nae Young Kwak, Yong Jun Lee, Doo Ri Park, Sharon Gomes Thomas, Fred Weinberg, Do Uk Kim, Jung Jin Hong, Kelvin Li és Miles Lau. A tévéfilmsorozat a FunnyFlux Entertainment és a Qianqi Animation készült. Műfaját tekintve kalandfilmsorozat és akciófilm-sorozat. Először a sorozatot 2013. december 3-ától adják. Magyarországon 2019. január 11-étől az M2 vetíti.
Ismertető 
Jett egy kis robotrepülő, aki a Super Wings-nél dolgozik. Feladata az, hogy kézbesítse a világ összes gyerekének a megrendelt csomagokat. Eközben persze sok-sok kalamajkába keveredik. De ezt meg tudja oldani a Szárnyalókkal.

## Szereplők
| Szereplő     | Angol hang                                  | Magyar hang |
| ------------ | ------------------------------------------- | ----------- |
| Jett         | Luca Padovan                                |             |
| Donnie       | Colin Critchley                             |             |
| Dizzy        | Junah Jang (1. évad) Jenna Iacono (2. évad) |             |
| Jerome       | Evan Smolin                                 |             |
| Paul         | Gary Littman                                |             |
| Grand Albert | Bill Raymond                                |             |
| Mira         | Elana Caceres                               |             |
| Bello        | Jason Griffith                              |             |
| Chase        | Will Blagrove                               |             |
| Todd         | Joseph Ricci                                |             |
| Astra        | Hayley Negrin                               |             |
| Flip         | Jian Harrell                                |             |
| Jimbo        | J. L. Mount                                 |             |
| Sky          | Madison Kelly                               |             |
| Roy          | Emma Fusco                                  |             |
| Poppa Wheels | Benjie Randall                              |             |
| Big Wing     | Conor Hall                                  |             |
| Neo          | Catie Harvey                                |             |

## Évados áttekintés
| Évad | Évad | Epizódok | Eredeti sugárzás    | Eredeti sugárzás   | Magyar sugárzás   | Magyar sugárzás   |
| Évad | Évad | Epizódok | Évadpremier         | Évadfinálé         | Évadpremier       | Évadfinálé        |
| ---- | ---- | -------- | ------------------- | ------------------ | ----------------- | ----------------- |
|      | 1    | 52       | 2013. december 3.   | 2016. január 2.    | 2019. január 11.  | 2019. március 25. |
|      | 2    | 52       | 2017. március 24.   | 2017. december 30. | 2019. március 26. | 2019. június 5.   |
|      | 3    | 52       | 2018. szeptember 1. | TBA                | TBA               | TBA               |